# Casas islâmicas de Albufeira
As casas islâmicas de Albufeira localizam-se em Albufeira. 
São vestígios de duas casas do período islâmico (séculos XII-XIII), juntamente com outras que estavam dentro do castelo e que era o local onde residia a elite política e a guarnição militar da vila de então.